# صبغي 13

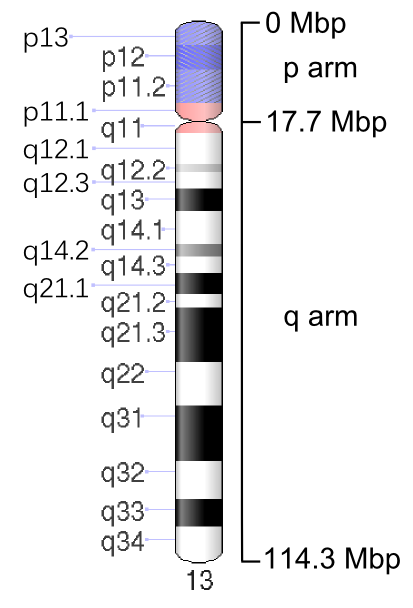

الصبغي البشري الثالث عشر (بالإنجليزية: Chromosome 13)‏ هو أحد 23 زوجاً صبغياً بشرياً، والشخص الطبيعي يملك زوجاً من هذا الصبغي، ويحوي حوالي 114 مليون أساس من الدنا بما يشكل حوالي 4% من دنا الحلية.
والعمل جار للتعرف على المورثات التي يحويها وتقدر ما بين 300 إلى 700 مورثة.

## الأمراض و الاضطرابات
هذه قائمة لبعض الأمراض و الاضطرابات المرتبطة بالجينات في الصبغي 13
- سرطان المثانة
- سرطان الثدي
- التباين في لون العين
- تضخم القولون الخلقي (هيرشسبرنج)
- ورم أرومة الشبكية
- فصام
- متلازمة واردينبيرغ
- داء ويلسون
- متلازمة باتو
- ابيضاض الدم الليمفاوي المزمن